# Damsay
Damsay ist eine Insel der Orkney in Schottland. Sie liegt in der Bay of Firth, nördlich von Finstown auf Mainland und dem Holm of Grimbister. Es ist eine ungefähr 18 Hektar große, unbewohnte Insel, die nur elf Meter über den Meeresspiegel aufragt. Die Entfernung nach Kirkwall beträgt 6,4 km. 
Auf Damsay stand eine nordische Halle. Im 12. Jahrhundert floh Sweyn Asleifsson, nach der Orkneyinga saga, nach der Ermordung von Sven Breastrope in Orphir hierher.
Auf Damsay wurde im Jahre 1154 der Jarl Erlend Haraldsson von den Jarls Rögnvald Kali Kolsson und Harald Maddadsson ermordet. Erlend feierte Weihnachten auf der Insel und zog sich auf sein Schiff zurück. Er und seine Männer wurden überrumpelt und getötet. Später wurde hier ein kleines Kloster errichtet. Die Orkneyinga saga erzählt, dass zwei Jahre zuvor Jarl Harald Maddaðsson vor der Verfolgung durch Erlend und Sweyn Asleifsson Zuflucht in der Burg von Cairston bei Stromness fand (als Ruine nah der Stadt erhalten).
Jo Ben’s schrieb 1529 in seiner „Descriptions of Orkney“ über Damsay: „Hier gibt es keine Berge und es ist die angenehmste von allen Inseln und sie heißt „Tempe“. Die Kirche auf der Insel, die viele Schwangere besuchen, ist der Jungfrau Maria geweiht. Keine Frösche, Kröten oder schädliche Landtiere wurden hier jemals gefunden. Die Frauen sind steril, und wenn sie schwanger werden, gebären sie niemals Leben.“ 
Die flache Bucht um die Insel ist Ziel von Unterwasserarchäologen, die hier Strukturen einer Besiedlung entdeckten. Da der Meeresspiegel vor 10.000 Jahren etwa 40 m niedriger lag und erst 2000 v. Chr. seinen heutigen Stand erreichte, müsste die heutige Insel lange Teil des Festlandes gewesen sein.